# Kazimirawa (przystanek kolejowy)
Kazimirawa (biał. Казімірава; ros. Казимирово) – przystanek kolejowy w pobliżu miejscowości Czarcioż, w rejonie żłobińskim, w obwodzie homelskim, na Białorusi. Położony jest na linii Homel - Żłobin - Mińsk.
Nazwa pochodzi od oddalonej o 3,7 km wsi Kazimirawa.